# Pont del Tasar
El Pont del Tasar, o Pont de la Llandriga, és un pont del terme municipal de Monistrol de Calders, a la comarca del Moianès, de la Catalunya Central.
Està situat al nord-oest del poble de Monistrol de Calders, damunt de la Riera de Sant Joan 65 metres abans que s'uneixi amb la Golarda per tal de formar el Calders en el lloc conegut com a Mesclant. És molt a prop, al sud-oest, del Pont del Collet.
Deu el seu nom al seu promotor, popularment conegut com a Tasar, quan era batlle del poble.